# 13e corps (Royaume-Uni)
Pour les articles homonymes, voir 13e corps d'armée.
La Western Desert Force, durant la Seconde Guerre mondiale, était une unité militaire du Commonwealth stationnée en Égypte. Au début de la guerre, elle comprenait la 7e Division blindée et la 4e Division d'infanterie indienne. Elle était commandée par le Major-General Richard O'Connor et, au moment de l'invasion italienne en 1940 comptait environ 30 000 soldats et 65 chars.
Cette unité reçu la reddition de très nombreux soldats italiens au point qu'elle suscita une parodie de la célèbre citation de Winston Churchill : « Never has so much been surrendered by so many, to so few (Jamais autant d'hommes ne se sont autant rendus à si peu).»
L'unité fut rebaptisée XIIIe Corps le 1er janvier 1941. Elle devait former le noyau de la célèbre 8e armée britannique, en septembre 1941.

## Commandants
- Richard O'Connor : Western Desert Force
- Noel Beresford-Peirse : XIIIe Corps
- Reade Godwin-Austen : XIIIe Corps
- Brian Horrocks : XIIIe Corps